# Kaitlyn Maher
Kaitlyn Ashley Maher, född 10 januari 2004, är en amerikansk sångerska och skådespelerska känd för att vara den yngsta topp-10-finalisten i America's Got Talent och för sina roller i filmer som The Search for Santa Paws, Santa Paws 2, Free Birds och PupStar-serien.

## Diskografi
- You Were Meant to Be (2009, Universal Music: 11 spår)
- World Without You [1] (2020, singel)
- When Did We All Grow Up? [2] (2023, album: 7 spår)
- We Could Be [3] (2024, singel)
- Fill It Up [4] (2024, singel)